# Ваель Кубруслі
Ваель Кубруслі (12 червня 1988) — ліванський плавець.
Учасник Олімпійських Ігор 2008, 2012 років.